# Copa de la Superliga 2020
La Copa de la Superliga Argentina 2020 fue la segunda y última edición de esta copa nacional oficial organizada por la Asociación del Fútbol Argentino a través de la Superliga Argentina.
La disputaron los 24 equipos que participaron del Campeonato de Primera División 2019-20, en dos fases. Estaba estipulado que el campeón clasificara a la Copa Libertadores 2021 y se enfrentara con el campeón del torneo regular por el Trofeo de Campeones de la Superliga 2019-20. Sin embargo, el título y la clasificación quedaron vacantes.
Comenzó el 13 de marzo y fue suspendida provisionalmente después de la disputa parcial de la primera fecha, por las medidas gubernamentales para evitar la propagación de la covid-19. Finalmente, fue cancelada definitivamente el 28 de abril, ante la imposibilidad de continuar su disputa debido a la extensión de la pandemia. En su lugar, para definir el cupo a la Copa Libertadores, se organizó  la disputa de la Copa de la Liga Profesional 2020.

## Formato

### Fase regular de grupos
Se disputó con los equipos divididos en dos zonas de doce integrantes cada uno, que jugaban por el sistema de todos contra todos, a una sola rueda. Los dos primeros de cada grupo pasaban a las semifinales.

### Fase final
Constaba de dos etapas, semifinales y final, a dirimirse por eliminación directa. Las semifinales las jugaban el ganador de una zona contra el segundo de la otra, a un solo partido, en cancha neutral. La final se jugaba del mismo modo.

### Descensos
Los resultados obtenidos por los equipos en la fase regular se agregaron a la tabla de promedios, como parte de la temporada 2019-20. Estaba previsto que, al cabo de su disputa y sin considerar los partidos de la fase final, los que ocuparan los tres últimos puestos de esa tabla descendieran a la Primera Nacional. 
Junto con la suspensión del torneo, los descensos fueron anulados, extendiendo esta medida a la próxima temporada, a realizarse durante el año 2021.

### Clasificación a las copas continentales
Los resultados de los partidos disputados de la fase regular se sumaron a los del campeonato, para confeccionar la Tabla general de la temporada 2019-20, que se usó para la clasificación a las copas Libertadores y Sudamericana de 2021.

## Equipos participantes
| 1  | Aldosivi                |
| 2  | Argentinos Juniors      |
| 3  | Arsenal                 |
| 4  | Atlético Tucumán        |
| 5  | Banfield                |
| 6  | Boca Juniors            |
| 7  | Central Córdoba (SdE)   |
| 8  | Colón                   |
| 9  | Defensa y Justicia      |
| 10 | Estudiantes (LP)        |
| 11 | Gimnasia y Esgrima (LP) |
| 12 | Godoy Cruz              |
| 13 | Huracán                 |
| 14 | Independiente           |
| 15 | Lanús                   |
| 16 | Newell's Old Boys       |
| 17 | Patronato               |
| 18 | Racing Club             |
| 19 | River Plate             |
| 20 | Rosario Central         |
| 21 | San Lorenzo             |
| 22 | Talleres                |
| 23 | Unión                   |
| 24 | Vélez Sarsfield         |

## Fase regular de grupos

### Grupo A

#### Tabla de posiciones
| Pos. | Equipo                  | Pts. | PJ | PG | PE | PP | GF | GC | Dif. |
| ---- | ----------------------- | ---- | -- | -- | -- | -- | -- | -- | ---- |
| 1.º  | Boca Juniors            | 3    | 1  | 1  | 0  | 0  | 4  | 1  | 3    |
| 2.º  | San Lorenzo             | 3    | 1  | 1  | 0  | 0  | 3  | 1  | 2    |
| 3.º  | Newell's Old Boys       | 3    | 1  | 1  | 0  | 0  | 2  | 1  | 1    |
| 4.º  | Independiente           | 3    | 1  | 1  | 0  | 0  | 1  | 0  | 1    |
| 5.º  | Arsenal                 | 1    | 1  | 0  | 1  | 0  | 1  | 1  | 0    |
| 5.º  | Unión                   | 1    | 1  | 0  | 1  | 0  | 1  | 1  | 0    |
| 7.º  | Banfield                | 1    | 1  | 0  | 1  | 0  | 0  | 0  | 0    |
| 7.º  | Gimnasia y Esgrima (LP) | 1    | 1  | 0  | 1  | 0  | 0  | 0  | 0    |
| 9.º  | Central Córdoba (SdE)   | 0    | 1  | 0  | 0  | 1  | 1  | 2  | −1   |
| 10.º | Vélez Sarsfield         | 0    | 1  | 0  | 0  | 1  | 0  | 1  | −1   |
| 11.º | Patronato               | 0    | 1  | 0  | 0  | 1  | 1  | 3  | −2   |
| 12.º | Godoy Cruz              | 0    | 1  | 0  | 0  | 1  | 1  | 4  | −3   |

|  | Los equipos que ocuparan estas posiciones al finalizar la disputa jugarían las semifinales del torneo. |

#### Resultados
| Fecha 1                 | Fecha 1   | Fecha 1           | Fecha 1                     | Fecha 1     | Fecha 1 |
| Local                   | Resultado | Visitante         | Estadio                     | Fecha       | Hora    |
| ----------------------- | --------- | ----------------- | --------------------------- | ----------- | ------- |
| Gimnasia y Esgrima (LP) | 0 - 0     | Banfield          | Del Bosque                  | 13 de marzo | 19:15   |
| Patronato               | 1 - 3     | San Lorenzo       | Presbítero Bartolomé Grella | 13 de marzo | 21:10   |
| Independiente           | 1 - 0     | Vélez Sarsfield   | Libertadores de América     | 14 de marzo | 15:30   |
| Godoy Cruz              | 1 - 4     | Boca Juniors      | Malvinas Argentinas         | 14 de marzo | 20:00   |
| Unión                   | 1 - 1     | Arsenal           | 15 de abril                 | 15 de marzo | 17:45   |
| Central Córdoba (SdE)   | 1 - 2     | Newell's Old Boys | Alfredo Terrera             | 15 de marzo | 22:00   |

1. ↑  Jugada a puertas cerradas como medida de prevención ante la pandemia de covid-19.[6]

### Grupo B

#### Tabla de posiciones
| Pos. | Equipo             | Pts. | PJ | PG | PE | PP | GF | GC | Dif. |
| ---- | ------------------ | ---- | -- | -- | -- | -- | -- | -- | ---- |
| 1.º  | Talleres           | 3    | 1  | 1  | 0  | 0  | 3  | 0  | 3    |
| 2.º  | Colón              | 3    | 1  | 1  | 0  | 0  | 3  | 1  | 2    |
| 3.º  | Racing Club        | 3    | 1  | 1  | 0  | 0  | 4  | 3  | 1    |
| 4.º  | Defensa y Justicia | 3    | 1  | 1  | 0  | 0  | 2  | 1  | 1    |
| 5.º  | Argentinos Juniors | 3    | 1  | 1  | 0  | 0  | 1  | 0  | 1    |
| 5.º  | Atlético Tucumán   | 3    | 1  | 1  | 0  | 0  | 1  | 0  | 1    |
| 7.º  | Aldosivi           | 0    | 1  | 0  | 0  | 1  | 3  | 4  | −1   |
| 8.º  | Estudiantes (LP)   | 0    | 1  | 0  | 0  | 1  | 1  | 2  | −1   |
| 9.º  | Lanús              | 0    | 1  | 0  | 0  | 1  | 0  | 1  | −1   |
| 9.º  | River Plate        | 0    | 1  | 0  | 0  | 1  | 0  | 1  | −1   |
| 11.º | Rosario Central    | 0    | 1  | 0  | 0  | 1  | 1  | 3  | −2   |
| 12.º | Huracán            | 0    | 1  | 0  | 0  | 1  | 0  | 3  | −3   |

|  | Los equipos que ocuparan estas posiciones al finalizar la disputa jugarían las semifinales del torneo. |

#### Resultados
| Fecha 1            | Fecha 1   | Fecha 1            | Fecha 1             | Fecha 1         | Fecha 1 |
| Local              | Resultado | Visitante          | Estadio             | Fecha           | Hora    |
| ------------------ | --------- | ------------------ | ------------------- | --------------- | ------- |
| River Plate        | 0 - 1     | Atlético Tucumán   | Monumental          | 14 de marzo     | 17:45   |
| Huracán            | 0 - 3     | Talleres (C)       | Tomás A. Ducó       | 15 de marzo     | 15:30   |
| Aldosivi           | 3 - 4     | Racing Club        | José María Minella  | 15 de marzo     | 20:00   |
| Lanús              | 0 - 1     | Argentinos Juniors | Ciudad de Lanús     | 16 de marzo     | 19:00   |
| Rosario Central    | 1 - 3     | Colón              | Gigante de Arroyito | 16 de marzo     | 21:10   |
| Defensa y Justicia | 2 - 1     | Estudiantes (LP)   | Norberto Tomaghello | 23 de diciembre | 17:10   |

1. ↑  Jugada a puertas cerradas como medida de prevención ante la pandemia de covid-19.[6]
2. ↑  Suspendido por la decisión unilateral de las autoridades del club local de mantener el estadio cerrado por temor a la propagación de la covid-19, contraviniendo las directivas generales.[7] El 6 de octubre de 2021, se le dio por ganado por 1-0 al equipo visitante.[8]
3. ↑  Postergado por la participación de Defensa y Justicia en la Copa Libertadores 2020.

## Tablas de descenso
Los resultados de la fase regular de grupos se incorporaron a la tabla de promedios, que perdió vigencia cuando, junto con la suspensión de la actividad, se anularon los descensos hasta la temporada 2022.

### Tabla anulada
| Pos. | Equipo                  | Promedio | 2017-18 | 2018-19 | 2019-20 | Copa | Total | PJ |
| ---- | ----------------------- | -------- | ------- | ------- | ------- | ---- | ----- | -- |
| 1.º  | Boca Juniors            | 2,105    | 58      | 51      | 48      | 3    | 160   | 76 |
| 2.º  | Racing Club             | 1,894    | 45      | 57      | 39      | 3    | 144   | 76 |
| 3.º  | River Plate             | 1,802    | 45      | 45      | 47      | 0    | 137   | 76 |
| 4.º  | Defensa y Justicia      | 1,789    | 44      | 53      | 36      | 3    | 136   | 76 |
| 5.º  | Vélez Sarsfield         | 1,539    | 38      | 40      | 39      | 0    | 117   | 76 |
| 6.º  | Independiente           | 1,526    | 46      | 38      | 29      | 3    | 116   | 76 |
| 6.º  | Talleres (C)            | 1,526    | 46      | 33      | 34      | 3    | 116   | 76 |
| 8.º  | San Lorenzo             | 1,473    | 50      | 23      | 36      | 3    | 112   | 76 |
| 9.º  | Arsenal                 | 1,458    | -       | -       | 34      | 1    | 35    | 24 |
| 10.º | Atlético Tucumán        | 1,447    | 36      | 42      | 29      | 3    | 110   | 76 |
| 11.º | Unión                   | 1,407    | 43      | 36      | 27      | 1    | 107   | 76 |
| 12.º | Godoy Cruz              | 1,394    | 56      | 32      | 18      | 0    | 106   | 76 |
| 13.º | Argentinos Juniors      | 1,381    | 41      | 22      | 39      | 3    | 105   | 76 |
| 13.º | Huracán                 | 1,381    | 48      | 35      | 22      | 0    | 105   | 76 |
| 15.º | Lanús                   | 1,302    | 29      | 34      | 36      | 0    | 99    | 76 |
| 16.º | Newell's Old Boys       | 1,263    | 29      | 29      | 35      | 3    | 96    | 76 |
| 17.º | Estudiantes (LP)        | 1,250    | 36      | 29      | 30      | 0    | 95    | 76 |
| 18.º | Rosario Central         | 1,236    | 32      | 26      | 36      | 0    | 94    | 76 |
| 19.º | Banfield                | 1,197    | 35      | 29      | 26      | 1    | 91    | 76 |
| 20.º | Aldosivi                | 1,122    | -       | 33      | 22      | 0    | 55    | 49 |
| 21.º | Colón                   | 1,118    | 41      | 23      | 18      | 3    | 85    | 76 |
| 22.º | Central Córdoba (SdE)   | 1,083    | -       | -       | 26      | 0    | 26    | 24 |
| 23.º | Patronato               | 1,078    | 33      | 26      | 23      | 0    | 82    | 76 |
| 24.º | Gimnasia y Esgrima (LP) | 1,052    | 27      | 29      | 23      | 1    | 80    | 76 |

### Tabla de la temporada 2019-20
Esta tabla entró en vigencia a los efectos de determinar los descensos que se producirán al finalizar la temporada 2022, que incluirán los resultados de los ciclos 2019-20, 2021 y 2022.
| Pos. | Equipo                  | Promedio | 2019-20 | Copa 2019-20 | Total | PJ |
| ---- | ----------------------- | -------- | ------- | ------------ | ----- | -- |
| 1.º  | Boca Juniors            | 2,125    | 48      | 3            | 51    | 24 |
| 2.º  | River Plate             | 1,958    | 47      | 0            | 47    | 24 |
| 3.º  | Argentinos Juniors      | 1,750    | 39      | 3            | 42    | 24 |
| 3.º  | Racing Club             | 1,750    | 39      | 3            | 42    | 24 |
| 5.º  | Defensa y Justicia      | 1,625    | 36      | 3            | 39    | 24 |
| 5.º  | San Lorenzo             | 1,625    | 36      | 3            | 39    | 24 |
| 5.º  | Vélez Sarsfield         | 1,625    | 39      | 0            | 39    | 24 |
| 8.º  | Newell's Old Boys       | 1,583    | 35      | 3            | 38    | 24 |
| 9.º  | Talleres (C)            | 1,541    | 34      | 3            | 37    | 24 |
| 10.º | Lanús                   | 1,500    | 36      | 0            | 36    | 24 |
| 10.º | Rosario Central         | 1,500    | 36      | 0            | 36    | 24 |
| 12.º | Arsenal                 | 1,458    | 34      | 1            | 35    | 24 |
| 13.º | Independiente           | 1,333    | 29      | 3            | 32    | 24 |
| 13.º | Atlético Tucumán        | 1,333    | 29      | 3            | 32    | 24 |
| 15.º | Estudiantes (LP)        | 1,250    | 30      | 0            | 30    | 24 |
| 16.º | Unión                   | 1,166    | 27      | 1            | 28    | 24 |
| 17.º | Banfield                | 1,125    | 26      | 1            | 27    | 24 |
| 18.º | Central Córdoba (SdE)   | 1,083    | 26      | 0            | 26    | 24 |
| 19.º | Gimnasia y Esgrima (LP) | 1,000    | 23      | 1            | 24    | 24 |
| 20.º | Patronato               | 0,958    | 23      | 0            | 23    | 24 |
| 21.º | Aldosivi                | 0,916    | 22      | 0            | 22    | 24 |
| 21.º | Huracán                 | 0,916    | 22      | 0            | 22    | 24 |
| 23.º | Colón                   | 0,875    | 18      | 3            | 21    | 24 |
| 24.º | Godoy Cruz              | 0,750    | 18      | 0            | 18    | 24 |

## Tabla general de la temporada 2019-20
Se confeccionó sumando los resultados de la única fecha jugada de la Fase regular de grupos de este torneo y del Campeonato de Primera División 2019-20. Fue utilizada para la clasificación a las copas Libertadores y Sudamericana de 2021.
| Pos. | Equipo                  | Pts. | PJ | PG | PE | PP | GF | GC | Dif. |
| ---- | ----------------------- | ---- | -- | -- | -- | -- | -- | -- | ---- |
| 1.º  | Boca Juniors            | 51   | 24 | 15 | 6  | 3  | 39 | 9  | 30   |
| 2.º  | River Plate             | 47   | 24 | 14 | 5  | 5  | 41 | 19 | 22   |
| 3.º  | Racing Club             | 42   | 24 | 10 | 12 | 2  | 32 | 26 | 6    |
| 4.º  | Argentinos Juniors      | 42   | 24 | 11 | 9  | 4  | 23 | 17 | 6    |
| 5.º  | Vélez Sarsfield         | 39   | 24 | 11 | 6  | 7  | 27 | 15 | 12   |
| 6.º  | Defensa y Justicia      | 39   | 24 | 11 | 6  | 7  | 28 | 19 | 9    |
| 7.º  | San Lorenzo             | 39   | 24 | 12 | 3  | 9  | 35 | 31 | 4    |
| 8.º  | Newell's Old Boys       | 38   | 24 | 10 | 8  | 6  | 35 | 26 | 9    |
| 9.º  | Talleres (C)            | 37   | 24 | 11 | 4  | 9  | 37 | 30 | 7    |
| 10.º | Lanús                   | 36   | 24 | 9  | 9  | 6  | 32 | 30 | 2    |
| 11.º | Rosario Central         | 36   | 24 | 9  | 9  | 6  | 32 | 32 | 0    |
| 12.º | Arsenal                 | 35   | 24 | 9  | 8  | 7  | 38 | 33 | 5    |
| 13.º | Independiente           | 32   | 24 | 9  | 5  | 10 | 28 | 25 | 3    |
| 14.º | Atlético Tucumán        | 32   | 24 | 8  | 8  | 8  | 23 | 25 | −2   |
| 15.º | Estudiantes (LP)        | 30   | 24 | 8  | 6  | 10 | 24 | 24 | 0    |
| 16.º | Unión                   | 28   | 24 | 7  | 7  | 10 | 22 | 31 | −9   |
| 17.º | Banfield                | 27   | 24 | 6  | 9  | 9  | 19 | 23 | −4   |
| 18.º | Central Córdoba (SdE)   | 26   | 24 | 6  | 8  | 10 | 22 | 31 | −9   |
| 19.º | Gimnasia y Esgrima (LP) | 24   | 24 | 6  | 6  | 12 | 22 | 23 | −1   |
| 20.º | Patronato               | 23   | 24 | 5  | 8  | 11 | 23 | 37 | −14  |
| 21.º | Huracán                 | 22   | 24 | 5  | 7  | 12 | 17 | 30 | −13  |
| 22.º | Aldosivi                | 22   | 24 | 6  | 4  | 14 | 23 | 39 | −16  |
| 23.º | Colón                   | 21   | 24 | 6  | 3  | 15 | 20 | 40 | −20  |
| 24.º | Godoy Cruz              | 18   | 24 | 6  | 0  | 18 | 23 | 50 | −27  |

|  | Clasificados a la fase de grupos de la Copa Libertadores 2021. |
|  | Clasificado a la fase 2 de la Copa Libertadores 2021.          |
|  | Clasificados a la Copa Sudamericana 2021.                      |

| 1. 2. |

### Evolución de las posiciones
| Equipo / Fecha          | 1    | 2    | 3    | 4    | 5    | 6    | 7    | 8    | 9    | 10   | 11   | 12   | 13   | 14   | 15   | 16   | 17   | 18   | 19   | 20   | 21   | 22   | 23   | 24   |
| ----------------------- | ---- | ---- | ---- | ---- | ---- | ---- | ---- | ---- | ---- | ---- | ---- | ---- | ---- | ---- | ---- | ---- | ---- | ---- | ---- | ---- | ---- | ---- | ---- | ---- |
| Aldosivi                | 19.º | 19.º | 22.º | 15.º | 18.º | 19.º | 20.º | 22.º | 22.º | 22.º | 22.º | 22.º | 23.º | 24.º | 23.º | 23.º | 22.º | 21.º | 23.º | 19.º | 19.º | 21.º | 22.º | 22.º |
| Argentinos Juniors      | 9.º  | 16.º | 9.º  | 11.º | 9.º  | 5.º  | 3.º  | 5.º  | 2.º  | 2.º  | 1.º  | 1.º  | 3.º  | 2.º  | 2.º  | 2.º  | 3.º  | 4.º  | 4.º  | 3.º  | 3.º  | 6.º  | 5.º  | 4.º  |
| Arsenal                 | 4.º  | 1.º  | 1.º  | 3.º  | 7.º  | 4.º  | 8.º  | 4.º  | 9.º  | 8.º  | 8.º  | 11.º | 14.º | 11.º | 12.º | 6.º  | 7.º  | 6.º  | 6.º  | 7.º  | 10.º | 12.º | 11.º | 12.º |
| Atlético Tucumán        | 18.º | 21.º | 16.º | 20.º | 15.º | 17.º | 19.º | 21.º | 18.º | 16.º | 11.º | 8.º  | 8.º  | 6.º  | 7.º  | 11.º | 11.º | 11.º | 12.º | 14.º | 14.º | 14.º | 15.º | 14.º |
| Banfield                | 19.º | 10.º | 15.º | 18.º | 19.º | 21.º | 16.º | 20.º | 21.º | 21.º | 21.º | 21.º | 19.º | 17.º | 18.º | 16.º | 17.º | 15.º | 15.º | 16.º | 16.º | 17.º | 17.º | 17.º |
| Boca Juniors            | 13.º | 5.º  | 3.º  | 1.º  | 2.º  | 1.º  | 1.º  | 1.º  | 1.º  | 1.º  | 4.º  | 4.º  | 1.º  | 1.º  | 1.º  | 3.º  | 2.º  | 2.º  | 2.º  | 2.º  | 2.º  | 2.º  | 1.º  | 1.º  |
| Central Córdoba (SdE)   | 24.º | 13.º | 13.º | 14.º | 17.º | 19.º | 21.º | 18.º | 14.º | 19.º | 19.º | 18.º | 15.º | 15.º | 16.º | 18.º | 18.º | 18.º | 17.º | 17.º | 17.º | 18.º | 18.º | 18.º |
| Colón                   | 19.º | 24.º | 17.º | 20.º | 21.º | 14.º | 17.º | 14.º | 17.º | 15.º | 18.º | 19.º | 20.º | 18.º | 19.º | 19.º | 19.º | 22.º | 20.º | 21.º | 22.º | 23.º | 23.º | 23.º |
| Defensa y Justicia      | 19.º | 21.º | 24.º | 20.º | 22.º | 15.º | 18.º | 15.º | 18.º | 20.º | 17.º | 16.º | 17.º | 16.º | 17.º | 14.º | 13.º | 14.º | 13.º | 12.º | 9.º  | 9.º  | 6.º  | 6.º  |
| Estudiantes (LP)        | 4.º  | 10.º | 7.º  | 9.º  | 12.º | 16.º | 14.º | 16.º | 16.º | 13.º | 9.º  | 7.º  | 7.º  | 8.º  | 10.º | 13.º | 12.º | 9.º  | 11.º | 11.º | 13.º | 13.º | 13.º | 15.º |
| Gimnasia y Esgrima (LP) | 9.º  | 18.º | 20.º | 24.º | 24.º | 24.º | 24.º | 24.º | 23.º | 23.º | 23.º | 23.º | 23.º | 22.º | 22.º | 21.º | 20.º | 19.º | 19.º | 22.º | 20.º | 19.º | 19.º | 19.º |
| Godoy Cruz              | 17.º | 23.º | 23.º | 19.º | 23.º | 23.º | 23.º | 23.º | 24.º | 24.º | 24.º | 24.º | 24.º | 23.º | 24.º | 24.º | 24.º | 24.º | 24.º | 24.º | 24.º | 24.º | 24.º | 24.º |
| Huracán                 | 13.º | 5.º  | 10.º | 13.º | 16.º | 20.º | 15.º | 17.º | 20.º | 16.º | 15.º | 17.º | 18.º | 20.º | 20.º | 20.º | 21.º | 20.º | 21.º | 23.º | 23.º | 22.º | 21.º | 21.º |
| Independiente           | 4.º  | 9.º  | 18.º | 12.º | 13.º | 13.º | 13.º | 10.º | 12.º | 14.º | 14.º | 12.º | 10.º | 12.º | 14.º | 15.º | 16.º | 13.º | 14.º | 15.º | 15.º | 16.º | 14.º | 13.º |
| Lanús                   | 9.º  | 20.º | 12.º | 7.º  | 4.º  | 7.º  | 4.º  | 6.º  | 5.º  | 3.º  | 2.º  | 2.º  | 2.º  | 3.º  | 4.º  | 4.º  | 6.º  | 3.º  | 3.º  | 4.º  | 4.º  | 4.º  | 7.º  | 10.º |
| Newell's Old Boys       | 1.º  | 8.º  | 6.º  | 10.º | 6.º  | 9.º  | 5.º  | 8.º  | 10.º | 7.º  | 7.º  | 10.º | 9.º  | 10.º | 13.º | 10.º | 10.º | 7.º  | 7.º  | 8.º  | 6.º  | 8.º  | 10.º | 8.º  |
| Patronato               | 4.º  | 13.º | 8.º  | 8.º  | 5.º  | 8.º  | 12.º | 13.º | 13.º | 18.º | 20.º | 20.º | 21.º | 21.º | 21.º | 22.º | 23.º | 23.º | 22.º | 20.º | 21.º | 20.º | 20.º | 20.º |
| Racing Club             | 13.º | 15.º | 19.º | 23.º | 14.º | 12.º | 9.º  | 11.º | 7.º  | 5.º  | 6.º  | 6.º  | 5.º  | 4.º  | 5.º  | 8.º  | 8.º  | 10.º | 5.º  | 6.º  | 5.º  | 5.º  | 4.º  | 3.º  |
| River Plate             | 9.º  | 4.º  | 2.º  | 5.º  | 10.º | 6.º  | 10.º | 7.º  | 3.º  | 6.º  | 3.º  | 3.º  | 4.º  | 5.º  | 3.º  | 1.º  | 1.º  | 1.º  | 1.º  | 1.º  | 1.º  | 1.º  | 2.º  | 2.º  |
| Rosario Central         | 3.º  | 3.º  | 5.º  | 4.º  | 8.º  | 10.º | 11.º | 12.º | 11.º | 12.º | 16.º | 13.º | 11.º | 7.º  | 8.º  | 7.º  | 4.º  | 8.º  | 9.º  | 5.º  | 8.º  | 7.º  | 9.º  | 11.º |
| San Lorenzo             | 2.º  | 2.º  | 4.º  | 2.º  | 1.º  | 2.º  | 6.º  | 2.º  | 8.º  | 10.º | 12.º | 15.º | 13.º | 14.º | 11.º | 9.º  | 9.º  | 12.º | 10.º | 10.º | 12.º | 10.º | 8.º  | 7.º  |
| Talleres (C)            | 4.º  | 10.º | 11.º | 6.º  | 3.º  | 3.º  | 2.º  | 3.º  | 6.º  | 9.º  | 10.º | 9.º  | 12.º | 13.º | 9.º  | 12.º | 14.º | 16.º | 16.º | 13.º | 11.º | 11.º | 12.º | 9.º  |
| Unión                   | 13.º | 7.º  | 13.º | 17.º | 20.º | 22.º | 22.º | 19.º | 15.º | 11.º | 13.º | 14.º | 16.º | 19.º | 15.º | 17.º | 15.º | 17.º | 18.º | 18.º | 18.º | 15.º | 16.º | 16.º |
| Vélez Sarsfield         | 19.º | 17.º | 21.º | 16.º | 11.º | 11.º | 7.º  | 9.º  | 4.º  | 4.º  | 5.º  | 5.º  | 6.º  | 9.º  | 6.º  | 5.º  | 5.º  | 5.º  | 8.º  | 9.º  | 7.º  | 3.º  | 3.º  | 5.º  |

| 1. 2. 3. 4. |

## Clasificación a las competencias internacionales

### Copa Libertadores 2021
Los siete cupos de Argentina en la Copa Libertadores 2021 -los seis primeros a la Fase de grupos y el restante a la Fase 2- finalizados todos los torneos involucrados, son:
- Argentina 1: Defensa y Justicia, campeón de la Copa Sudamericana 2020.
- Argentina 2: Boca Juniors, campeón de la Superliga 2019-20
- Argentina 3: River Plate, el primer ubicado de la tabla general de la temporada, exceptuando a los clasificados por otra vía.
- Argentina 4: Racing Club, el segundo ubicado.
- Argentina 5: Argentinos Juniors, el tercer ubicado.
- Argentina 6: Vélez Sarsfield, el cuarto ubicado.[n 1]
- Argentina 7: San Lorenzo, el quinto ubicado.[n 2]

### Copa Sudamericana 2021
Los seis cupos en la Copa Sudamericana 2021 fueron:
- Argentina 1: Newell's Old Boys, el sexto ubicado en la tabla general de la temporada, exceptuando los clasificados a la Copa Libertadores por otra vía.
- Argentina 2: Talleres (C), el séptimo ubicado.
- Argentina 3: Lanús, el octavo ubicado.
- Argentina 4: Rosario Central, el noveno ubicado.
- Argentina 5: Arsenal, el décimo ubicado.
- Argentina 6: Independiente, el undécimo ubicado.

## Goleadores
| Jugador      | Equipo      | Goles | Jugada | Cabeza | T. libre | Penal | PJ |
| ------------ | ----------- | ----- | ------ | ------ | -------- | ----- | -- |
| Óscar Romero | San Lorenzo | 2     | 2      | 0      | 0        | 0     | 1  |
| Matías Rojas | Racing Club | 2     | 2      | 0      | 0        | 0     | 1  |

## Entrenadores
| Listado de entrenadores | Listado de entrenadores                              | Listado de entrenadores |
| Equipo                  | Entrenador/es                                        | Fechas                  |
| ----------------------- | ---------------------------------------------------- | ----------------------- |
| Aldosivi                | Guillermo Hoyos                                      | 1.ª                     |
| Arsenal                 | Sergio Rondina                                       | 1.ª                     |
| Argentinos Juniors      | Diego Dabove                                         | 1.ª                     |
| Atlético Tucumán        | Ricardo Zielinski                                    | 1.ª                     |
| Banfield                | Julio César Falcioni                                 | 1.ª                     |
| Boca Juniors            | Miguel Ángel Russo                                   | 1.ª                     |
| Central Córdoba (SdE)   | Gustavo Coleoni                                      | 1.ª                     |
| Colón                   | Eduardo Domínguez                                    | 1.ª                     |
| Defensa y Justicia      | Hernán Crespo                                        | 1.ª                     |
| Estudiantes (LP)        | Leandro Desábato                                     | 1.ª                     |
| Gimnasia y Esgrima (LP) | Diego Maradona                                       | 1.ª                     |
| Godoy Cruz              | Mario Sciacqua                                       | 1.ª                     |
| Huracán                 | Israel Damonte                                       | 1.ª                     |
| Independiente           | Lucas Pusineri                                       | 1.ª                     |
| Lanús                   | Luis Zubeldía                                        | 1.ª                     |
| Newell's Old Boys       | Frank Darío Kudelka                                  | 1.ª                     |
| Patronato               | Gustavo Álvarez                                      | 1.ª                     |
| Racing Club             | Sebastián Beccacece                                  | 1.ª                     |
| River Plate             | Marcelo Gallardo                                     | 1.ª                     |
| Rosario Central         | Diego Cocca                                          | 1.ª                     |
| San Lorenzo             | Leandro Romagnoli (interino) Hugo Tocalli (interino) | 1.ª                     |
| Talleres de Córdoba     | Alexander Medina                                     | 1.ª                     |
| Unión                   | Marcelo Mosset (interino)                            | 1.ª                     |
| Vélez Sarsfield         | Guillermo Morigi (interino)                          | 1.ª                     |
| 1. 2. 3.                |                                                      |                         |